# Kommunalwahl in München 2020
Die Kommunalwahl in München 2020 fand, wie in ganz Bayern, am Sonntag, den 15. März 2020 statt. Neben dem Oberbürgermeister der Landeshauptstadt München wurde auch der Stadtrat gewählt. Ebenso wurden die Bezirksausschüsse der 25 Münchner Stadtbezirke gewählt. Weil der SPD-Kandidat Dieter Reiter die absolute Mehrheit knapp verfehlte, wurde für den 29. März 2020 eine OB-Stichwahl angesetzt, die Reiter gewann.

## Ausgangslage
Bei der Kommunalwahl in München 2014, bei der ebenfalls neben dem Stadtrat und den Bezirksausschüssen der Oberbürgermeister gewählt wurde, betrug die Wahlbeteiligung lediglich 42,1 Prozent.
Zum Oberbürgermeister wurde Dieter Reiter (SPD) gewählt, der nach dem altersbedingten Rückzug des bisherigen Amtsinhabers Christian Ude erstmals zur Wahl antrat. Er errang im ersten Wahlgang 40,4 Prozent und in der Stichwahl am 30. März 2014 gegen den Gegenkandidaten von der CSU, Josef Schmid, 56,4 Prozent.
Im Stadtrat verlor die bisherige rot-grüne Koalition ihre Mehrheit. Seitdem gibt es eine Kooperationsvereinbarung zwischen SPD und CSU, in Anlehnung an die große Koalition im Bund auch „GroKo“ genannt.

## Neuerungen beim Wahlrecht
Bei der Kommunalwahl 2020 wurde zur Berechnung der Mandate erstmals das Sainte-Laguë-Verfahren angewandt, das das seit 2013 geltende Hare/Niemeyer-Verfahren ersetzte. Hierbei werden die Zahlen der Stimmen, die die Parteien erhalten haben, durch eine bestimmte Zahl, den sogenannten Divisor, der bei jeder Wahl neu ermittelt werden muss, geteilt. Aus den gerundeten Ergebnissen wird die Anzahl der Mandate für jede Partei ermittelt. Es gilt als das Auszählungsverfahren, bei dem die geringsten Benachteiligungen für große wie kleine Parteien auftreten. Die CSU plädierte für eine Berechnung nach dem D’Hondt-Verfahren, das kleine Parteien benachteiligt.
Durch das neue bayerische Kommunalwahlrecht wurden außerdem Listenverbindungen abgeschafft. Im Gegenzug dürfen unter bestimmten Voraussetzungen aus einzelnen Parteien mehrere Listen zur Wahl angemeldet werden.

## Wahl des Oberbürgermeisters

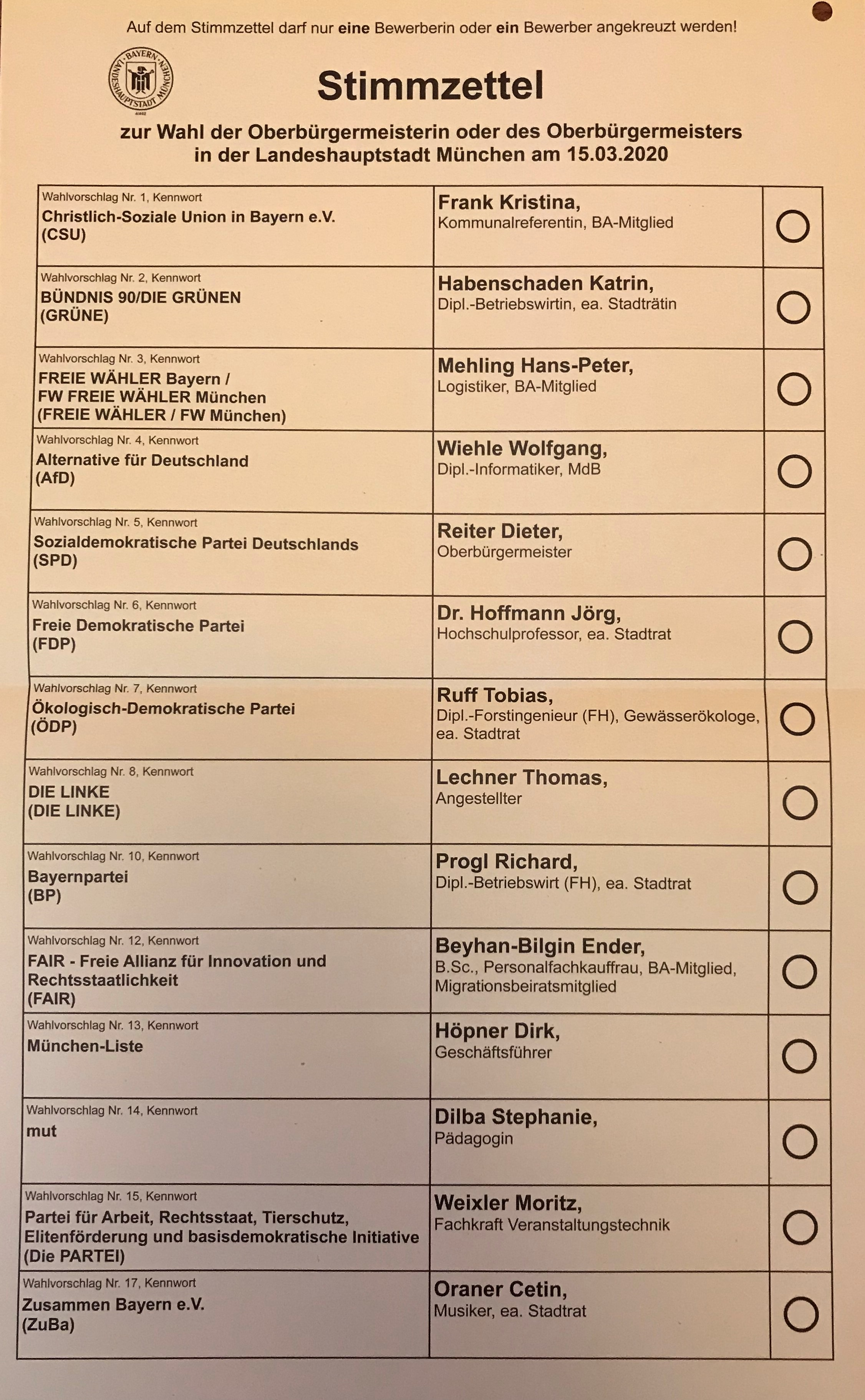
Musterstimmzettel erster Wahlgang OB-Wahl München 15. März 2020

Die SPD schickte Amtsinhaber Dieter Reiter erneut ins Rennen. Die CSU hatte mit Kristina Frank die amtierende Kommunalreferentin der Stadtverwaltung als Kandidatin aufgestellt, für die Grünen trat deren Fraktionsvorsitzende Katrin Habenschaden an. Die Münchner FDP hatte mit Jörg Hoffmann ein Stadtratsmitglied für das Oberbürgermeisteramt nominiert. Die Linke trat mit Thomas Lechner als Kandidaten für das Oberbürgermeisteramt an. OB-Kandidat und zugleich Spitzenkandidat der ÖDP war (wie schon 2014) deren Stadtrat Tobias Ruff. Für die Bayernpartei kandidierte Richard Progl. Die AfD hatte Wolfgang Wiehle nominiert. Als erste Kandidatin mit einem Migrationshintergrund trat Ender Beyhan-Bilgin (SPD-Mitglied) für das Oberbürgermeisteramt der Liste FAIR an. Für die in erster Linie für Satire bekannte Partei Die PARTEI tat Moritz Weixler an. OB-Kandidatin der Partei mut war Stephanie Dilba. OB-Kandidat der München-Liste war Dirk Höpner. Die Wählergruppe Zusammen Bayern (ZuBa) trat mit Cetin Oraner (Stadtrat) als OB-Kandidat an.
Die folgenden Kandidaturen scheiterten an fehlenden Unterstützungsunterschriften und nehmen deshalb nicht an der Wahl teil:
- Beate Lippmann für das Bündnis von „Demokratie in Bewegung“ und die Piratenpartei
- Susanne Wittmann für die Partei Mensch Umwelt Tierschutz

Heinz Meyer, Chef von Pegida München, durfte nicht als Kandidat der BIA zur Oberbürgermeister-Wahl antreten. Der Wahlausschuss der Stadt München schloss ihn von der Wahl aus, da er an der Verfassungstreue des Kandidaten zweifelte.
Die Rosa Liste verzichtete auf einen eigenen Oberbürgermeisterkandidaten und unterstützte die Kandidatin der Grünen, Katrin Habenschaden.

### Modus, Umfragen, Stichwahl
Im bayerischen Kommunalwahlrecht ist für den Fall, dass keiner der Bewerber im ersten Wahlgang eine absolute Mehrheit (50 %) erreicht, vorgesehen, dass in einem zweiten Wahlgang eine Stichwahl zwischen den beiden führenden Kandidaten durchgeführt wird.
Bei der Wahl zum Münchner Oberbürgermeister gab es seit Einführung der Direktwahl des OB 1952 erst zwei Stichwahlen: 1984 und 2014, wobei nur 1984 ein amtierender OB in die Stichwahl musste.
In Umfragen vor der Kommunalwahl in München wurde ein Dreikampf erwartet, bei dem Dieter Reiter zwar klar vorne lag, aber nicht 50 % erreichte. Im Falle einer Stichwahl schien Katrin Habenschaden die Gegenkandidatin zu werden. Sie lag in allen Umfragen vor Kristina Frank.
Überraschend landete Frank am Wahlabend mit 21,3 % knapp vor Habenschaden (20,8 %) und trat in einer Stichwahl gegen Dieter Reiter (47,9 %) an. Die Grünen gaben für diese Stichwahl keine Wahlempfehlung.
| Medium | Datum            | Dieter Reiter | Kristina Frank | Katrin Habenschaden |
| ------ | ---------------- | ------------- | -------------- | ------------------- |
| GMS    | 27. Februar 2020 | 39 %          | 16 %           | 23 %                |
| INSA   | 28. Februar 2020 | 48 %          | 18 %           | 19 %                |
| INSA   | 29. Februar 2020 | 49 %          | 16 %           | 17 %                |

Bei der Stichwahl am 29. März 2020 wurde Dieter Reiter mit 401.859 (71,7 %) der Stimmen gewählt. Auf Grund der grassierenden COVID-19-Pandemie war die Stichwahl ausschließlich per Briefwahl möglich.

## Wahl des Stadtrates
Gemeinsam mit dem Oberbürgermeister wurde der Stadtrat der Landeshauptstadt München gewählt. Er besteht aus 81 Mitgliedern, von denen 80 über die Listen der Parteien gewählt werden. Das 81. Mitglied und Vorsitzender des Stadtrates ist der Oberbürgermeister. Die Referenten der Stadtverwaltung gehören dem Stadtrat als beratende, aber nicht stimmberechtigte Mitglieder (berufsmäßige Stadträte) an und haben Antrags- und Rederecht in Bezug auf ihren Geschäftsbereich.
Da es in Bayern auf kommunaler Ebene keine 5-Prozent-Hürde gibt, reichten für einen ersten Sitz im Stadtrat bereits circa 0,7 Prozent der Stimmen aus. Dadurch sind schon seit vielen Jahren auch kleine Gruppierungen im Stadtrat vertreten. Allerdings sind zur Bildung einer Fraktion vier Stadträte erforderlich, da der Stadtrat hier eine Mindestzahl von 5 Prozent der Mitglieder festgelegt hat. Jeder Wähler hatte 80 Stimmen, die er auf die Kandidaten verteilen konnte. Er konnte bis zu drei Stimmen auf einen Kandidaten verteilen (kumulieren), seine Stimmen aber auch auf die Kandidaten verschiedener Parteien verteilen (panaschieren). Machte er sein Wahlkreuz bei einer Partei, verteilte er alle Stimmen auf diese Partei. Ca. 5–10 Prozent der Wähler machten bei den Wahlen der letzten Jahre von der Möglichkeit des Kumulierens und Panaschierens Gebrauch. Dadurch ist die Auszählung der Wahl meist sehr langwierig und dauert in der Regel mehrere Tage.

### Umfragen
| Medium    | Datum      | CSU    | SPD    | Grüne  | FDP   | FW    | ÖDP   | AfD   | LINKE | BP    | Sonst. |
| --------- | ---------- | ------ | ------ | ------ | ----- | ----- | ----- | ----- | ----- | ----- | ------ |
| GMS       | 27.02.2020 | 28 %   | 24 %   | 26 %   | 3 %   | 3 %   | 2 %   | 5 %   | 3 %   | —     | 6 %    |
| INSA      | 28.02.2020 | 24 %   | 22 %   | 25 %   | 5 %   | 6 %   | 2 %   | 5 %   | 3 %   | —     | 9 %    |
| INSA      | 29.02.2020 | 23 %   | 23 %   | 27 %   | 4 %   | 3 %   | 3 %   | 7 %   | 4 %   | 3 %   | 3 %    |
| Wahl 2014 | 16.03.2014 | 32,6 % | 30,8 % | 16,6 % | 3,4 % | 2,7 % | 2,5 % | 2,5 % | 2,4 % | 0,9 % | 6,5 %  |

### Wahlergebnis
- PARTEI: 1
- Linke: 3
- SPD: 18
- Grüne: 23
- Rosa Liste: 1
- Volt: 1
- München-Liste: 1
- FDP: 3
- FW: 2
- BP: 1
- ÖDP: 3
- CSU: 20
- AfD: 3

Vorläufiges Endergebnis nach Auszählung aller 1274 Stimmgebiete:
| Partei                                                      | Stimmen (absolut) | Stimmen (in Prozent) | Veränderung zu 2014 (in Prozentpunkten) | Sitze |
| ----------------------------------------------------------- | ----------------- | -------------------- | --------------------------------------- | ----- |
| GRÜNE                                                       | 11.762.516        | 29,1 %               | +12,5 %                                 | 23    |
| CSU                                                         | 09.986.014        | 24,7 %               | 0−7,8 %                                 | 20    |
| SPD                                                         | 08.884.562        | 22,0 %               | 0−8,8 %                                 | 18    |
| ÖDP                                                         | 01.598.539        | 04,0 %               | 0+1,4 %                                 | 03    |
| AfD                                                         | 01.559.476        | 03,9 %               | 0+1,4 %                                 | 03    |
| FDP                                                         | 01.420.194        | 03,5 %               | 0+0,1 %                                 | 03    |
| DIE LINKE                                                   | 01.319.464        | 03,3 %               | 0+0,8 %                                 | 03    |
| FREIE WÄHLER                                                | 01.008.400        | 02,5 %               | 0−0,2 %                                 | 02    |
| Volt                                                        | 00.732.853        | 01,8 %               | nicht angetreten                        | 01    |
| Die PARTEI                                                  | 00.528.949        | 01,3 %               | nicht angetreten                        | 01    |
| Rosa Liste                                                  | 00.396.324        | 01,0 %               | 0−0,9 %                                 | 01    |
| München-Liste                                               | 00.339.705        | 00,8 %               | nicht angetreten                        | 01    |
| Bayernpartei                                                | 00.273.737        | 00,7 %               | 0−0,2 %                                 | 01    |
| mut                                                         | 00.247.679        | 00,6 %               | nicht angetreten                        | 0     |
| FAIR (Freie Allianz für Innovation und Rechtsstaatlichkeit) | 00.142.455        | 00,4 %               | nicht angetreten                        | 0     |
| ZuBa (Zusammen Bayern)                                      | 00.120.975        | 00,3 %               | nicht angetreten                        | 0     |
| BIA                                                         | 00.086.358        | 00,2 %               | 0−0,5 %                                 | 0     |
| Ungültige Stimmzettel                                       | 00.012.937        | 02,4 %               | 0+0,4 %                                 | 0–    |

## Bezirksausschüsse
Als Kommune mit mehr als einer Million Einwohnern werden in München „Stadtteilparlamente“ 25 Bezirksausschüsse (Art. 60 Abs. 2 Satz 3 der Gemeindeordnung) in den Münchner Stadtbezirken gewählt. Diese Ausschüsse verfügen beispielsweise über Entscheidungskompetenz für Projektaufträge bei städtischen Hoch- und Tiefbaumaßnahmen mit einer Bausumme bis 2,5 Mio. € oder Projektplanung und Ausbau von Straßen und Plätzen bis 500.000 €.
Zur Kommunalwahl 2020 treten CSU, Grüne, SPD und FDP flächendeckend mit eigenen Listen zu allen BA-Wahlen an. Freie Wähler und ödp kooperieren bei 19 Listen und treten mit einer gemeinsamen Liste an. Die Freien Wähler treten zusätzlich vier Mal mit einer eigenen Liste, die ödp zwei Mal in Kooperation mit David contra Goliath an. AfD (15) und LINKE (10) treten jeweils nur in einem Teil der Stadtbezirke mit eigenen Listen an, Rosa Liste und München-Liste jeweils nur in einem Stadtbezirk.
|                                                           | CSU  | Grüne | Freie Wähler / ödp | Freie Wähler | AfD | SPD  | FDP | Rosa Liste | LINKE | DaCG/ ödp | München-Liste |
| --------------------------------------------------------- | ---- | ----- | ------------------ | ------------ | --- | ---- | --- | ---------- | ----- | --------- | ------------- |
| 01 Altstadt-Lehel                                         | 27,1 | 40,4  | 5,2                | -            | 0,6 | 18,8 | 7,9 | -          | -     | -         | -             |
| 02 Ludwigsvorstadt-Isarvorstadt                           | 17,7 | 45,5  | -                  | -            | -   | 17,1 | 6,0 | 7,6        | 6,2   | -         | -             |
| 03 Maxvorstadt                                            | 20,2 | 48,2  | 4,7                | -            | 2,4 | 19,3 | 5,2 | -          | -     | -         | -             |
| 04 Schwabing-West                                         | 20,6 | 40,9  | 5,2                | -            | 1,3 | 21,2 | 5,4 | -          | 5,4   | -         | -             |
| 05 Au-Haidhausen                                          | 17,2 | 47,7  | 5,5                | -            | -   | 19,2 | 4,6 | -          | 5,8   | -         | -             |
| 06 Sendling                                               | 17,7 | 44,9  | 6,7                | -            | -   | 26,5 | 4,2 | -          | -     | -         | -             |
| 07 Sendling-Westpark                                      | 26,4 | 35,5  | 6,1                | -            | -   | 23,1 | 4,5 | -          | 4,4   | -         | -             |
| 08 Schwanthalerhöhe                                       | 14,7 | 45,9  | 5,0                | -            | -   | 19,5 | 4,1 | -          | 10,7  | -         | -             |
| 09 Nymphenburg-Neuhausen                                  | 22,7 | 39,2  | -                  | 2,1          | 2,8 | 21,0 | 3,9 | -          | 4,1   | 4,3       | -             |
| 10 Moosach                                                | 28,0 | 26,6  | 8,4                | -            | 4,1 | 29,2 | 3,7 | -          | -     | -         | -             |
| 11 Milbertshofen-Am Hart                                  | 24,8 | 28,1  | 8,2                | -            | 6,4 | 28,2 | 4,4 | -          | -     | -         | -             |
| 12 Schwabing-Freimann                                     | 24,9 | 37,6  | -                  | 4,2          | 4,3 | 22,9 | 6,1 | -          | -     | -         | -             |
| 13 Bogenhausen                                            | 35,6 | 30,3  | -                  | 4,2          | -   | 17,7 | 6,1 | -          | 1,6   | 4,5       | -             |
| 14 Berg am Laim                                           | 29,7 | 29,4  | 8,7                | -            | -   | 23,4 | 4,2 | -          | 4,6   | -         | -             |
| 15 Trudering-Riem                                         | 36,5 | 30,8  | 7,9                | -            | -   | 18,1 | 4,3 | -          | 2,4   | -         | -             |
| 16 Ramersdorf-Perlach                                     | 31,7 | 28,8  | 7,1                | -            | 1,3 | 26,1 | 2,9 | -          | 2,1   | -         | -             |
| 17 Obergiesing-Fasangarten                                | 20,4 | 45,0  | -                  | 4,8          | 2,0 | 24,3 | 3,5 | -          | -     | -         | -             |
| 18 Untergiesing-Harlaching                                | 24,9 | 42,1  | 6,7                | -            | 2,3 | 20,1 | 4,0 | -          | -     | -         | -             |
| 19 Thalkirchen-Obersendling-Forstenried-Fürstenried-Solln | 30,6 | 32,0  | 6,6                | -            | 5,0 | 21,2 | 4,6 | -          | -     | -         | -             |
| 20 Hadern                                                 | 36,4 | 30,1  | 7,9                | -            | -   | 21,7 | 3,9 | -          | -     | -         | -             |
| 21 Pasing-Obermenzing                                     | 31,2 | 34,4  | 7,3                | -            | 2,4 | 20,2 | 4,5 | -          | -     | -         | -             |
| 22 Aubing-Lochhausen-Langwied                             | 37,9 | 28,6  | 11,1               | -            | -   | 18,9 | 3,5 | -          | -     | -         | -             |
| 23 Allach-Untermenzing                                    | 38,1 | 28,3  | 7,5                | -            | 4,3 | 18,1 | 3,7 | -          | -     | -         | -             |
| 24 Feldmoching-Hasenbergl                                 | 32,4 | 21,4  | 6,2                | -            | 6,0 | 21,1 | 2,7 | -          | -     | -         | 10,1          |
| 25 Laim                                                   | 25,1 | 39,6  | -                  | -            | 4,6 | 26,2 | 4,6 | -          | -     | -         | -             |

## Trivia
- Die Größe des Stimmzettels zur Wahl des Münchner Stadtrats beträgt 164 cm × 60 cm (entspricht fast einem Quadratmeter).
- Da viele ehrenamtliche Wahlhelfer wegen der COVID-19-Pandemie abgesagt hatten, wurden als Ersatz Lehrer städtischer Schulen zwangsverpflichtet.[29] Dies sorgte für Kritik, da sich hierzu mehrere tausend Lehrkräfte in den Messehallen Riem versammeln mussten.[30][31]